# 鳌山湾站
鳌山灣站位于中华人民共和国山东省青岛市即墨区，是青岛地铁11号线的終點站。由於其屬於超前規劃，配套道路或巴士站等設施未建設而暫緩开通。